# Olivia Crosby
Olivia „Liv“ Crosby ist eine US-amerikanische Schauspielerin und Tänzerin.

## Leben
Crosby machte ihren Bachelor of Arts in Dance Performance an der Towson University. Außerdem besuchte sie Schauspielkurse in Atlanta. Als Bühnendarstellerin wirkte sie in Theaterstücken in Atlanta mit. Sie gab 2017 ihr Schauspieldebüt im Film The Cleanzing of Lake Lanier und im Kurzfilm Bruises. 2018 folgte mit Goddess eine weitere Besetzung in einem Kurzfilm. Sie erhielt in den nächsten Jahren Episodenrollen in den Fernsehserien Der Denver-Clan, Cobra Kai und Queens. 2021 übernahm sie im Mockbuster Robot Apocalypse die Doppelrolle der Black Dragon / Brenda.

## Filmografie (Auswahl)
- 2017: The Cleanzing of Lake Lanier
- 2017: Bruises (Kurzfilm)
- 2018: Goddess (Kurzfilm)
- 2019: Black Girls Guide to Fertility (Fernsehserie, Episode 1x01)
- 2020: Der Denver-Clan (Dynasty, Fernsehserie, Episode 3x20)
- 2020: Last Flight Outta Hell (Kurzfilm)
- 2021: Cobra Kai (Fernsehserie, Episode 3x04)
- 2021: Robot Apocalypse
- 2022: Queens (Fernsehserie, Episode 1x09)

## Theater (Auswahl)
- The Vagina Monologues für Tylina Swinger
- Underground für Akil Dupont Productions
- Sisters and the Shrink für Sis2sis Entertainment